# Joinville-le-Pont
Joinville-le-Pont is een gemeente in het Franse departement Val-de-Marne (regio Île-de-France) en telt 17.117 inwoners (1999). De plaats maakt deel uit van het arrondissement Nogent-sur-Marne.

## Geografie
De oppervlakte van Joinville-le-Pont bedraagt 2,3 km², de bevolkingsdichtheid is 7442,2 inwoners per km².

## Verkeer en vervoer
Het station Joinville-le-Pont ligt aan de RER A.
De onderstaande kaart toont de ligging van Joinville-le-Pont met de belangrijkste infrastructuur en aangrenzende gemeenten.

## Demografie
Onderstaande figuur toont het verloop van het inwonertal (bron: INSEE-tellingen).

## Overleden
- Pierre Prévert (1906-1988), Frans filmregisseur en tekstschrijver

## Stedenband
- Bergisch Gladbach